# Софија Прва
Софија Прва (енгл. Sofia the First) је америчка анимирана телевизијска серија у којој се појављују јунакиње франшизе Дизни принцеза и остали ликови Disney цртаних филмова. Главна јунакиња Софија постаје принцеза, када се њена мајка Миранда уда за краља Роланда Другог.
Пилот епизода серије Била једном једна принцеза је премијерно приказана 18. новемра 2012. на каналу Disney Channel, гостујућа принцеза је била Пепељуга. Сама серија је премијерно приказана 11. јануара 2013. на каналу Disney Channel, за време Disney Junior блока. Телевизијски филм Елена и тајна Авалора је премијерно емитован 20. новембра 2016. године на каналу Disney Channel и представља кросовер серије Софија Прва са серијом Елена од Авалора. Финална епизода, под називом Заувек принцеза, премијерно је емитована 8. септембра 2018. године.
У Србији је серија приказивана од 2013. до 2018. године на каналу Disney Junior, синхронизована на енглески језик. Од фебруара до априла 2016. године је приказивана на Хепи ТВ, током блока Хепи кидс, синхронизована на српски језик. Синхронизацију је радио студио Хепи кидс и приказана је прва сезона, иако је студио телевизије синхронизовао и другу сезону, она није емитована јер је у међувремену канал изгубио права за емитовање Disney садржаја. Од 20. марта до 10. априла 2020. је приказивана на стриминг услузи HBO Go, синхронизована на српски језик. Синхронизацију прве две сезоне је радио студио Хепи кидс, а друге две сезоне студио Студио.

## Епизоде
| Сезона | Сезона | Епизоде | Епизоде | Оригинално емитовање | Оригинално емитовање |
| Сезона | Сезона | Епизоде | Епизоде | Премијера            | Финале               |
| ------ | ------ | ------- | ------- | -------------------- | -------------------- |
|        | Пилот  | Пилот   | Пилот   | 18. новембар 2012.   | 18. новембар 2012.   |
|        | 1.     | 25      | 25      | 11. јануар 2013.     | 14. фебруар 2014.    |
|        | 2.     | 30      | 30      | 28. фебруар 2014.    | 12. август 2015.     |
|        | 3.     | 28      | 28      | 5. август 2015.      | 31. март 2017.       |
|        | 4.     | 26      | 26      | 28. април 2017.      | 8. септембар 2018.   |

## Улоге
| Име лика                                   | Српски глас (1-2. сезона)                           | Српски глас (3-4. сезона)                                                                  |
| ------------------------------------------ | --------------------------------------------------- | ------------------------------------------------------------------------------------------ |
| Софија                                     | Катарина Марјановић (говор) Јована Вилотић (певање) | Јована Јеловац Цавнић (говор) Меланија Миленковић (певање)                                 |
| Амбер                                      | Анђела Мијић                                        | Андријана Оливерић (говор)                                                                 |
| Јаков (Џејмс)                              | Симона Ћировић                                      | Снежана Јеремић Нешковић                                                                   |
| Краљица Миранда                            | Наташа Балог                                        | Јована Јеловац Цавнић (говор)                                                              |
| Краљ Роланд други                          | Марко Долаш                                         | Милан Тубић                                                                                |
| Седрик                                     | Предраг Дамњановић                                  | Милан Антонић                                                                              |
| Тупко (Кловер)                             | Ђорђе Симић                                         | Марко Марковић                                                                             |
| Вијак (Бејливик)                           | Зоран Стојић                                        | Марко Марковић                                                                             |
| Цветана (Флора)                            | Наташа Балог                                        | Андријана Оливерић                                                                         |
| Горана (Фауна)                             | Добрила Илић                                        | Ивана Тењовић                                                                              |
| Сунчица                                    | Бојана Тушуп                                        | Андријана Оливерић (С3) Снежана Јеремић Нешковић (С4)                                      |
| Госпођица Копривић / Саша (Госпођица Нетл) | Миомира Драгићевић                                  | Андријана Оливерић (говор, С3) Драгана Мицковић (певање, С3) Снежана Јеремић Нешковић (С4) |
| Хилда (Хилдегард)                          | Лара Симић                                          | Ивана Тењовић                                                                              |
| Клео                                       | Уна Симић                                           | Ивана Тењовић                                                                              |
| Минимус                                    | Владимир Василић                                    | Милан Антонић                                                                              |
| Вормвуд                                    |                                                     | Милан Тубић                                                                                |
| Жађе (Џејд)                                | Симона Ћировић                                      | Ивана Тењовић (говор)                                                                      |
| Руби                                       | Ивона Илић                                          | Снежана Јеремић Нешковић                                                                   |
| Вивијан                                    | Ивона Илић                                          | Ивана Тењовић (говор)                                                                      |
| Искра (Крекл)                              | Марија Вељковић Миловановић                         | Андријана Оливерић                                                                         |
| Тетка Тили                                 | Миомира Драгићевић                                  | Андријана Оливерић (говор) Драгана Мицковић (певање)                                       |
| Уна                                        | Ивона Илић                                          | Снежана Јеремић Нешковић                                                                   |
| Свен                                       | Ђорђе Симић                                         | Милан Антонић                                                                              |
| Принцеза Јан (Џун)                         | Ивона Илић (С1) Јована Јеловац Цавнић (С2)          | Ивана Тењовић                                                                              |
| Лусинда                                    | Симона Ћировић                                      | Ивана Тењовић (говор)                                                                      |
| Робин                                      | Миомира Драгићевић                                  | Андријана Оливерић (говор)                                                                 |
| Миа                                        | Марија Вељковић Миловановић                         | Снежана Јеремић Нешковић                                                                   |
| Елоди                                      | Марија Вељковић Миловановић                         | Снежана Јеремић Нешковић                                                                   |
| Принцеза Јасмин                            | Наташа Балог                                        | /                                                                                          |
| Принцеза Бела (Бел)                        | Марија Вељковић Миловановић                         | /                                                                                          |
| Принцеза Аријел                            | Исидора Ралић                                       | /                                                                                          |
| Принцеза Аурора (Ружица)                   | Марија Вељковић Миловановић                         | /                                                                                          |
| Принцеза Снежана                           | Марија Вељковић Миловановић                         | /                                                                                          |
| Принцеза Златокоса                         | Наташа Балог                                        | /                                                                                          |
| Принцеза Мулан                             | Наташа Балог                                        | /                                                                                          |
| Принцеза Тијана                            | Наташа Балог (говор) Исидора Ралић (певање)         | /                                                                                          |
| Принцеза Ајви                              | Марија Вељковић (говор) Дина Јузбашић (певање)      | Андријана Оливерић (говор)                                                                 |
| Мерида                                     | /                                                   | Ивана Тењовић                                                                              |
| Олаф                                       | /                                                   | Марко Марковић                                                                             |
| Мерлин                                     | /                                                   | Марко Марковић                                                                             |
| Призма                                     | /                                                   | Снежана Јеремић Нешковић                                                                   |
| Вор                                        | /                                                   | Андријана Оливерић (говор) Драгана Мицковић (певање)                                       |